# Lago di Tom
Il lago di Tom (in tedesco Tomsee) è un lago alpino, sito nella regione del Piora, Canton Ticino, Svizzera, nel comune di Quinto.

## Descrizione
Situato sulla sponda destra della vallata a 2022 m s.l.m., con una superficie di 0,09 km². Le sue rive sono formate da fine sabbia calcarea bianchissima. Raccoglie le acque che scendono dal laghetto di Taneda e dai monti circostanti, il suo emissario scompare sotto terra pochi metri dopo l'uscita dal lago, per ricomparire più in basso e alimentare il sottostante lago Ritom.